# Bernadeth Lyzio
Bernadeth Lyzio (Florianópolis, 25 de julho de 1963) é uma atriz brasileira.
Foi casada com o dramaturgo Dias Gomes.
Participou de alguns quadros do programa Zorra Total, da Globo.

## Trabalhos
- O Outro Lado do Paraíso (2017) .... Mulher acusada de Tráfico de Drogas
- Saramandaia (2013) .... Médica de Zélia Vilar
- Zorra Total (2001-2011) .... Vários Personagens
- O Cravo e a Rosa (2000) .... Berenice
- Labirinto (1998) .... Nair
- Zazá (1997) .... Tânia
- O Fim do Mundo (1996) .... Elisa
- Sonho Meu (1993) .... Júlia